# Ochthebius monticola
Ochthebius monticola är en skalbaggsart som beskrevs av Armand D'Orchymont 1948. Ochthebius monticola ingår i släktet Ochthebius och familjen vattenbrynsbaggar. Inga underarter finns listade i Catalogue of Life.